# Solongo Bayasgalan
Solongo Bayasgalan (en mongol : Солонго Баясгалан), née le 6 février 1990 à Oulan-Bator (Mongolie), est une joueuse de basket-ball mongole.

## Biographie
Elle est membre de l'équipe mongole de basket-ball à trois qui dispute les Jeux olympiques de Tokyo.